# ツースマールスハウゼン
ツースマールスハウゼンまたはツースマルスハウゼン (ドイツ語: Zusmarshausen) は、ドイツ連邦共和国バイエルン州シュヴァーベン行政管区のアウクスブルク郡に属す市場町である。この町は連邦アウトバーン8号線沿いに位置し、インターチェンジがある。

## 地理

### 位置
ツースマールスハウゼンは、ロート湖の西、ロート川が合流する少し手前のツーザム川沿いに位置している。アウクスブルクはツースマールスハウゼンの東 23 km にある。

### 自治体の構成
この町は15のゲマインデタイル（地理上の地区）からなる。
- ガーゲルバッハ
  - クラインリート
  - リュックレンミューレ
- ガーベルバッハーグロイト
- シュタイネキルヒ
  - ヴォルフスベルク
- シュトライトハイム
  - リュフテンベルク
  - ヴァイラーホーフ
- ファルリート
- ヴォルバッハ
- ヴェルレシュヴァング
- ツーザムスハウゼン
  - フリーデンスドルフ
  - ザーレンバッハ

## 歴史

### 自治体の成立まで
ツースマールスハウゼン周辺は、2008年に発見されたヴェルレシュヴァングの石の手斧が示す通り、早くも旧石器時代から定住が行われていた。集落の成立はおそらく7世紀または8世紀であった。ツースマールスハウゼンは892年にアルヌルフ王によって初めて文献に記載された。部族大公の時代には、ツースマールスハウゼンはシュヴァーベン大公領に属した。この町は1295年に市場町に昇格した。
三十年戦争最後の大規模な戦闘であるツースマールスハウゼンの戦いは1648年5月17日に起こった。現在では、地元のブルワリー「シュヴァルツブロイ」の、三十年戦争時代の旗手を描いたロゴや、ビールの種別「シュヴェーデンピルス」（直訳:　スウェーデンのピルスナー）が、この出来事の重要性を物語っている。1684年にこの町は、パリ - ウィーン間の郵便街道沿いに面することとなった。
1803年の帝国代表者会議主要決議によって、司教領であったツースマールスハウゼン、アウクスブルク聖堂参事会領であったガーベルバッハーグロイトおよびシュタイネキルヒはバイエルン領となった。バイエルン王国の行政改革に伴う1818年の自治体令によって現在の自治体が形成された。

### 帰属する郡
1862年から1929年までツースマールスハウゼンはベツィルクスアムト・ツースマールスハウゼン（ツースマールスハウゼン管区）に、1929年からはベツィルクスアムト・アウクスブルク（アウクスブルク管区）に属した。この管区は1939年にラントクライス・アウクスブルク（アウクスブルク郡）に改組された。

### 語源
集落名は、892年には Zusemarohuson、1239年に Zusemeshusen、1246年に Zvsmarshvsen、1345年に Zusmerhausen、1654年に Zusmershausen、1792年に Zusmarshausen と記録されている。地名の hausen の部分は古高ドイツ語で「建物」や「家」を表す語の複数形である。基本語は河川名 Zusamに由来するもので、「ツーザム川沿いの人々」を意味している。

### 町村合併
バイエルン州の地域再編に伴い、1976年にシュタインキルヒ、フォルリート、ヴェルレシュヴァングが合併した。ガーベルバッハ、ガーベルバッハーグロイト、ホルガウ、ヴォルバッハ、それに廃止された自治体シュトライトハイムの一部が1978年5月1日にこれに加わった。

### 地域分離
ホルガウは、住民たちの長年にわたる抵抗に基づくバイエルン州憲法裁判所の判決によって、1976年10月1日に再び独立した町村となった。新たに選出された町議会は1984年5月1日に始動した。

## 住民

### 人口推移
1988年から2018年までの間にこの町の人口は4,856人から6,378人へ、1,522人 31.3 % 増加した。

## 行政

### 議会
この町の町議会は20議席の議員からなる。

### 首長
ベルハルト・ウール (CSU) が2014年から町長を務めている。彼は、2020年3月15日の選挙で 63.6 % の支持票を獲得して町長に再選された。前任者はアルベルト・レッティンガー (FWV) である（1996年 - 2014年）。

### 紋章
図柄: 赤地。緑の土地に青い屋根の礼拝堂風の銀の家。その開かれた扉から銀の川が流れ出している。

## 文化と見所

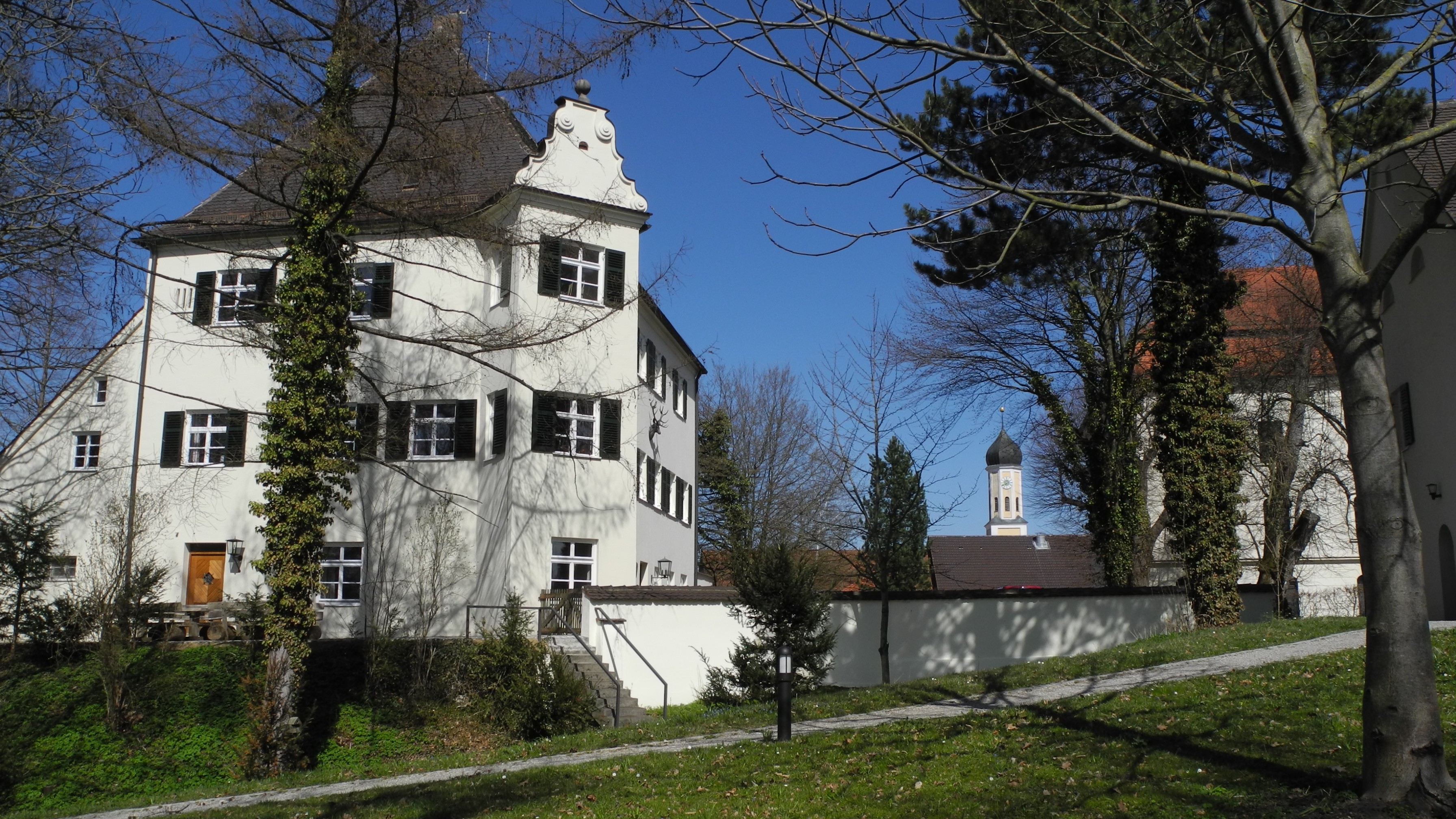
ツースマールスハウゼン城

中世盛期、10世紀の城砦跡ヴォルフスベルク城趾はシュタイネキルヒ地区の高台にある。アントニベルクには謎めいた土塁跡がある。その起源は多くの考古学者の推論を呼び起こしている。
ツースマールスハウゼン城は1505年に司教領主ハインリヒ4世・フォン・リヒテナウによって司教の養護本部として建設された。この建物は世俗化までアウクスブルク司教領の所有であり続けた。
ツースマールスハウゼンでは ZusKultur という共通の傘下で文化イベントが組織されている。
市民天文台とプラネタリウムがシュトライトハイム地区にある。天文台は1999年8月11日の皆既日食の日に開館した。実際の天文現象を紹介する「天文ペルゴラ」が天文台周囲の周回路に設けられている。

## 経済と社会資本
ツースマールスハウゼンには自動車部品製造業者のゾルティモがある。バイエルン州森林局のツースマールスハウゼン営林署は、この地域の州有林を経営している。

### 学校
ツースマールスハウゼン学校連合は、アルテンミュンスター、ホルガウ、ツースマールスハウゼンの基礎課程学校からなり、生徒はその後、周辺のギムナジウム、ツースマールスハウゼン実科学校、ツースマールスハウゼン中等学校へ進学する。

## 人物

### 出身者
- アドルフ・クラツァー（1858年 - 1926年）数学者
- レオンハルト・バウマイスター（1904年 - 1972年）政治家
- Raif Husić（ドイツ語版、英語版）（1996年 - ）サッカー選手

## 関連図書
- Leonhard Both; Franz Helmschrott (1979). Zusmarshausen – Heimatbuch einer schwäbischen Marktgemeinde.. Weißenhorn
- Geschichte eines schwäbischen Marktorts – Dauerausstellung des Museums Zusmarshausen. Zusmarshausen. (2002)
- Joachim Jahn (1984). Augsburg Land. Historischer Atlas von Bayern. Teil Schwaben, Heft 11. München. pp. 225–246. ISBN 978-3-7696-9924-1
- Walter Pötzl (1998). So lebten unsere Urgroßeltern – Die Berichte der Amtsärzte der Landgerichte Göggingen, Schwabmünchen, Zusmarshausen und Wertingen. Beiträge zur Heimatkunde des Landkreises Augsburg. Bd. 10. Augsburg. ISBN 978-3-925549-05-2
- Walter Pötzl, ed (1992). Zusmarshausen – Markt, Pflegamt, Landgericht und Bezirksamt. Zusmarshausen
- Jürgen Schmid (1998). Zum Beispiel: Ortskernsanierung in Zusmarshausen – ein Beitrag zum europaweiten „Tag des offenen Denkmals“ am 20. September 1998. Zusmarshausen